# Кумані Микола Петрович
Кумані Микола Петрович (грец. Νικόλαος Κουμάνης; прибл. 1730, Крит, Османська Греція — прибл. 1809, Севастополь, Таврійська губернія, Російська імперія) — військовий моряк, контрадмірал, учасник архіпелазьких експедицій під командуванням Ф. Ф. Ушакова, батько адмірала Михайла Миколайовича Кумані.

## Життєпис
Народився близько 1730 року. Походив з греків з острова Крит. 1 серпня 1769 вступив до російського флоту мічманом. На початку російсько-турецької війни 1768—1774 років служив у складі архіпелазької експедиції, очоленої графом О. Г. Орловим, на лінійному кораблі «Евстафий Плакида» під командуванням О. І. Круза брав участь у Чесменській битві у 1770 році, кермував різними вітрильниками.
Від 1771 року — на 66-гарматному кораблі «Європа». У 1773 був проведений в лейтенанти, з 1775 року командував фрегатом «Перемога», який допровадив із Середземного моря на Чорне, але під час шторму поблизу Балаклави вимушено спрямував це судно на берег, в результаті чого воно розбилося. Від 1776 року — на Азовському морі у складі Донської флотилії. Керував полякрою (швидкохідний плавальний засіб, озброєний чотирнадцятьма 3-фунтовими гарматами та чотирьма 1-фунтовими фальконетами) «Свята Єкатерина», здобув звання капітана 2-го рангу. Через розформування азовського флоту відряджений на Чорне море.
Герой російсько-турецької війни 1787—1791 років. Особливо відзначився 14 (3) липня 1788 у бою біля острова Фідонісі (нині острів Зміїний), коли в авангарді ескадри М. І. Войновича командував 40-гарматним фрегатом «Кінбурн». За бойові подвиги цей корабель князь Г. О. Потьомкін перевів у лінійні кораблі з перейменуванням на «Покров Богородиці»). У 1789 році став кавалером ордену Святого Георгія 4-го класу як учасник 18 військових кампаній і був підвищений до капітана 1-го рангу.
Міг говорити багатьма іноземними мовами, у тому числі турецькою, арабською, англійською, італійською, але залишався неписьменним. З цього приводу та у зв'язку з його заохоченням імператриця Катерина II зауважила: «Неписьменність не може бути перешкодою до нагородження такого хороброго і гідного офіцера».
З 1790 року на посаді командира 46-гарматного судна «Іоанн Богослов» успішно діяв у морських битвах: 19 (8) липня — під Керченською затокою, 8—9 вересня (28—29 серпня) — між фортецею Гаджибей (нині місто Одеса) та Тендрівською косою. Був удостоєний ордена Святого Володимира IV класу й золотої шпаги з написом «За хоробрість». 11 серпня (31 липня) 1791 року як командир 66-гарматного лінійного корабля «Преображення Господнє» вправно воював під прапором Ф. Ф. Ушакова неподалік рогу Каліакрія, за що одержав великий хрест ордену Святого Володимира III класу.
У 1794 році затверджений начальником 1-ї (центральної) чорноморської ескадри — «кордебаталії», водночас командував 80-гарматним флагманом «Різдво Христово». Від 1796 року — капітан бригадирського рангу, з 1797 — контрадмірал, призначений на Балтику. Від 1799 — у відставці, оселився в Криму. Помер у місті Севастополь.